# Драгослав Јеврић
Драгослав Јеврић (Иванград, 8. јул 1974) бивши је југословенски и српски фудбалски голман. За репрезентације СР Југославије и Србије и Црне Горе наступао је 43 пута.

## Клупска каријера
Фудбалску каријеру започео је у ФК Беране (тада ФК Иванград), а након тога професионалну каријеру наставља у Рудару из Пљеваља и од 1992. године у ФК Приштина.
Од 1993. године играо је за Обилић, а од 1995. године за Црвену звезду. Након тога играо је и за Витесе, Анкараспор, Макаби Тел Авив, Макаби Петах Тикву и Омонију, где је завршио каријеру 2012. године.

## Репрезентативна каријера
У квалификацијама за Светско првенство у фудбалу 2006. у Немачкој, Јеврић на седам узастопних утакмица није примио гол. Једини гол у квалификацијама је примио против Шпаније 7. септембра 2005.
На Светском првенству 2006. Јеврић је са репрезентацијом Србије и Црне Горе заузео последње место, примивши 10 голова у 3 утакмице.
Након раздруживања Србије и Црне Горе, Јеврић је одлучио да игра за Србију. Позван је за пријатељску утакмицу против Чешке (прву међународну утакмицу репрезентације Србије) 4. августа 2006, али није улазио у игру. Након овога Јеврић се повукао из репрезентације.

### Статистика
| СРЈ / СЦГ / Србија | СРЈ / СЦГ / Србија | СРЈ / СЦГ / Србија |
| Год                | Ута                | Гол                |
| ------------------ | ------------------ | ------------------ |
| 2002               | 11                 | 0                  |
| 2003               | 9                  | 0                  |
| 2004               | 7                  | 0                  |
| 2005               | 11                 | 0                  |
| 2006               | 5                  | 0                  |
| Укупно             | 43                 | 0                  |

## Трофеји
Црвена звезда
- Куп Југославије: 1996, 1997. и 1999.

Макаби Тел Авив
- Тото куп: 2008/09.

Омонија
- Суперкуп Кипра: 2010.